# Miroslav Poláček
Miroslav Poláček (13. květen 1921 Líšeň – 29. května 2016 Brno)[nedostupný zdroj][nenalezeno v uvedeném zdroji] byl český fotbalový útočník.

## Hráčská kariéra
Líšeňský rodák a odchovanec hrál v československé lize za Zbrojovku Židenice, vstřelil jednu prvoligovou branku. V neděli 14. listopadu 1948 rozhodl domácí utkání se Spartou Praha-Bubeneč (výhra 1:0).

### Prvoligová bilance
| Ročník           | Zápasy | Góly | Minuty | Klub               |
| ---------------- | ------ | ---- | ------ | ------------------ |
| II. liga 1947/48 | –      | 5    | –      | Zbrojovka Židenice |
| I. liga 1948     | 5      | 1    | 450    | Zbrojovka Židenice |
| CELKEM I. LIGA   | 5      | 1    | 450    |                    |